# Martin Hofbauer
Martin Hofbauer, né le 22 juin 1992 et mort le 7 mars 2015, est un joueur de football autrichien.

## Biographie
Martin Hofbauer est mécanicien agricole et originaire de Gschaid.
En Seniors, Hofbauer joue à l'UFC Miesenbach, un club de première division amateur B en Styrie, à Miesenbach bei Birkfeld. En novembre 2011, on lui diagnostique un cancer. Il fait quatre chimiothérapies, puis est amputé de la jambe droite en mai 2012,. Lors de sa rééducation, il rencontre Matthias Lanzinger. En octobre, il reprend le football et marque un but dès son premier match. Le mois suivant, des métastases lui imposent une opération aux poumons.
Il continue à jouer avec sa prothèse en la cachant avec ses chaussettes et chaussures, puis demande à la Fédération autrichienne de football l'autorisation de jouer avec une prothèse,, avec le soutien de son club. La fédération n'ayant jamais connu ce cas, elle contacte la Fédération internationale de football association pour une décision.
Le 3 mai 2013, la FIFA autorise Hofbauer à jouer avec sa prothèse à condition que la prothèse ne représente pas un danger pour lui, ses coéquipiers ou ses adversaires et qu'elle soit vérifiée par l'arbitre avant chaque début de match,. Hofbauer devient ainsi le premier footballeur à pouvoir jouer des matchs officiels avec une prothèse,,. Son cas est comparé à celui d'Oscar Pistorius en athlétisme.
En mai 2014, il obtient le Styrian-Sports-Award.
Il meurt de son cancer dans la nuit du 7 mars 2015, à 22 ans,.

## Postérité
La décision de la FIFA de laisser Hofbauer jouer en matchs officiels marque un précédent pour les footballeurs handisport, qui peuvent donc choisir dans quelle ligue jouer. Ce n'est pas un cas nouveau, par exemple avec le précédent de Robert Schlienz amputé du bras, mais c'est la première fois que cette autorisation est rendue officielle, créant une jurisprudence sur le sujet.
Un club de football handisport à Bogota rend hommage à Hofbauer, représenté sur les posters et tickets d'entrée aux matchs de l'équipe. En juin 2019, ce club joue un match amical avec l'UFC Miesenbach où Hofbauer était joueur.